# 韓国の航空
韓国の航空（かんこくのこうくう）では、大韓民国（韓国）において発着している国内・国際線の航空交通網について記述する。

## 航空会社

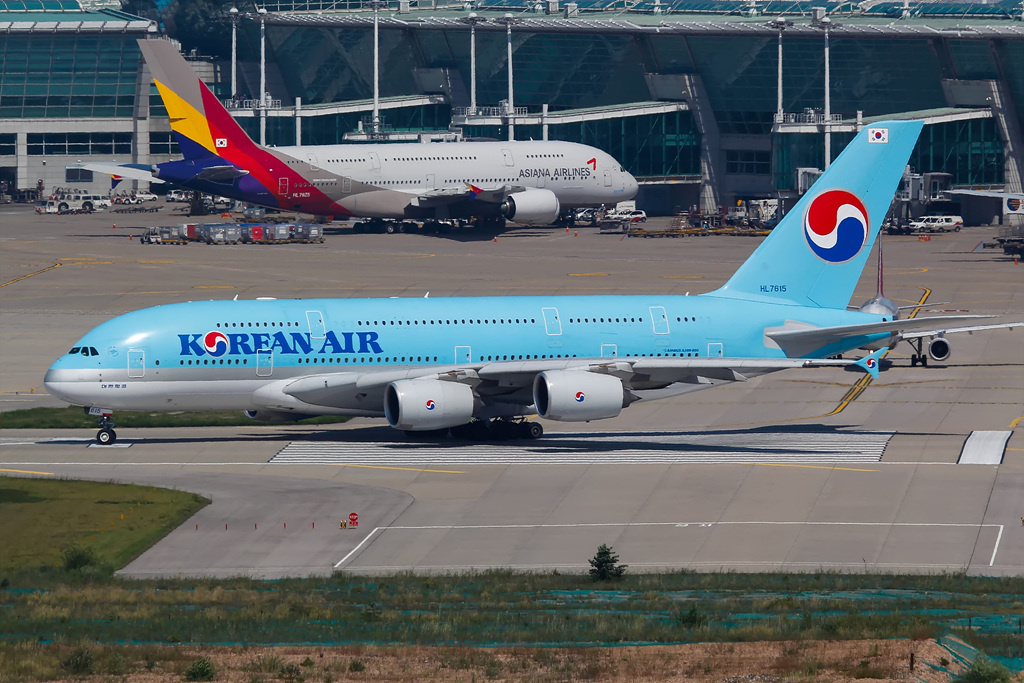
大韓航空（手前）とアシアナ航空（奥）のエアバスA380

大韓航空は韓国最大の航空会社で、1988年までは国内で唯一の航空事業者であった。第2位の規模となる航空会社はアシアナ航空であり、両社は強烈なライバルとして、運航機材・運航路線共に激戦を繰り広げ続けている。
このほか、近年、エアプサン、チェジュ航空、ジンエアーなど中小の格安航空会社が台頭してきている。

## 路線
国内線は、国土が小さいにもかかわらず発達しており、ソウル～済州間の路線は世界でも有数の輸送量である。ソウル～釜山の流動も大きかったが、近年は、新たに開業した韓国高速鉄道(KTX)へ旅客の多くが転移したものとみられる。
国際線は、仁川国際空港から世界各地への路線が展開しており、日本や中国との間の路線がよく発達している。

## 空港
空港は、国内に9箇所があるほか、軍民共用の飛行場もある。
ソウル都市圏にある空港としては、仁川国際空港が国内最大、世界でも有数の規模を有しており、韓国に発着する国際線の拠点となっている。日本、中国の地方都市との間の路線が充実しており、仁川国際空港を経由して日本から海外へ出国する流れが見られることなどから、東アジアのハブ空港としての地位を奪われているという議論がなされることがある。
また、より歴史が古くソウルの都心部にも近い金浦国際空港は、現在では国内線を中心とした路線を整備している。ただし、羽田空港、関西国際空港、台北松山空港、上海虹橋国際空港、北京首都国際空港といった近隣諸国の大都市向けの国際路線も有している。